# 曲奴乡
曲奴乡（藏語：ཆུ་ནུབ་），是中华人民共和国西藏自治区日喀则市白朗县下辖的一个乡镇级行政单位。

## 行政区划
曲奴乡下辖以下地区：
昂嘎村、思布村、桑林村、奴麻村、麦措村、达玉村、如康村、金确村、团结新村、萨嘎村、甲村和彭嘎村。